# Carus
Carus var romersk kejser fra 282-283. Han var den første i rækken af såkaldte Illyriske Kejsere, der forsøgte at gøre op med det daværende meget ustabile kejserembede. Carus forsøgte at sikre arvefølgen ved at udnævne sine to sønner til Cæsar. Da han senere ledte felttoget mod Persien udnævnte han sin ældste søn Carinus til Augustus, fuldbyrdet kejser, og overlod den vestlige del af riget til ham. Da Carus døde i Persien udnævnte hæren hans yngste søn Numerianus, som var med på felttoget, til Augustus. Numerianus blev imidlertid myrdet, hvilket ledte til, at generalen Diocletian i stedet blev udnævnt til kejser. Diocletian kæmpede mod Carinus om magten, men da sidstnævnte blev myrdet kunne Diocletian overtage hele Romerriget.